# Higucsi Jutaka
Higucsi Jutaka (桶口 豊; Hepburn: Higuchi Yutaka; 1967. január 24.–), becenevén U-ta, japán zenész, a Buck-Tick együttes basszusgitárosa 1983 óta. Bátyja, Yagami Toll, az együttes dobosa.

## Élete és pályafutása
A Buck-Ticket 1983-ban Fudzsioka városában alakították barátok, Imai Hiszasi családjának ábécéjében, akkor még Hinan Go-Go (非難GO-GO, „Kritika Go-Go”) néven. Amikor összeálltak, Imai és Higucsi Jutaka még hangszeren sem tudtak játszani. Higucsi kérte meg középiskolai barátját, Hosino Hidehikót, hogy csatlakozzon, azt szerették volna, hogy ő legyen az énekes, de Hosinót jobban érdekelte a gitározás, így Imai barátja, Araki került a mikrofon mögé. Imai rebellis osztálytársa, Szakurai Acusi lett a dobos, majd később az énekes. A középiskola elvégzése után Higucsi Tokióba ment, ahol üzleti iskolába iratkozott.
Higucsi vendégzenészként közreműködött a Fake? Marilyn is a Bubble, a Shammon Lorelei című albumán és a Tribute to The Star Club featuring Hikage című válogatásalbumon.
2004-ben a Wild Wise Apes nevű projektben vett részt Okuno Acusival, egy lemezük jelent meg, 3rd World címmel.

## Fordítás
- Ez a szócikk részben vagy egészben  a   Yutaka Higuchi című angol Wikipédia-szócikk fordításán alapul.  Az eredeti cikk szerkesztőit annak laptörténete sorolja fel. Ez a jelzés csupán a megfogalmazás eredetét és a szerzői jogokat jelzi, nem szolgál a cikkben szereplő információk forrásmegjelöléseként.